# Namalycastis indica
Namalycastis indica är en ringmaskart som först beskrevs av Rowland Southern 1921.  Namalycastis indica ingår i släktet Namalycastis och familjen Nereididae.
Artens utbredningsområde är Moçambique. Inga underarter finns listade i Catalogue of Life.